# Cartoon Darkness
Cartoon Darkness è il terzo album in studio del gruppo pub rock e punk australiano Amyl and the Sniffers. Pubblicato il 25 ottobre 2024 tramite B2B Records / Virgin Music Group. È il primo album in studio della band da Comfort to Me del 2021.
L'album è stato preceduto da singoli e video musicali per U Should Not Be Doing That, Chewing Gum, Big Dreams e Jerkin'. Il video musicale di Jerkin' è stato pubblicato sul sito della band a causa di nudità presenti nel video ed è stata pubblicata una dichiarazione di non responsabilità affinché potesse essere visto da adulti di età pari o superiore a 18 anni. Una versione censurata è stata pubblicata anche su YouTube.

## Tracce
1. Jerkin' – 2:08
2. Chewing Gum – 3:20
3. Tiny Bikini
4. Big Dreams – 3:11
5. It's Mine
6. Motorbike Song
7. Doing in Me Head
8. Pigs
9. Bailing on Me
10. U Should Not Be Doing That – 3:26
11. Do It Do It
12. Going Somewhere
13. Me and the Girls